# Antares (torpilleur)
Pour les articles homonymes, voir Antarès (homonymie).
Le Antares (fanion « AN ») était un torpilleur italien de la classe Spica - type Perseo lancé en 1936 pour la Marine royale italienne (en italien : Regia Marina). 

## Conception et description
Les torpilleurs de la classe Spica devaient répondre au traité naval de Londres qui ne  limitait pas le nombre de navires dont le déplacement standard était inférieur à 600 tonnes. Hormis les 2 prototypes, 3 autres types ont été construits : Alcione, Climene et Perseo. Ils avaient une longueur totale de 81,42 à 83,5 mètres, une largeur de 7,92 à 8,20 mètres et un tirant d'eau de 2,55 à 3,09 mètres. Ils déplaçaient 652 à 808 tonnes à charge normale, et 975 à 1 200 tonnes à pleine charge. Leur effectif était de 6 à 9 officiers et de 110 sous-officiers et marins
Les Spica étaient propulsés par deux turbines à vapeur à engrenages Parsons , chacune entraînant un arbre d'hélice et utilisant la vapeur fournie par deux chaudières Yarrow. La puissance nominale des turbines était de 19 000 chevaux-vapeur (14 000 kW) pour une vitesse de 33 nœuds (61 km/h) en service, bien que les navires aient atteint des vitesses supérieures à 34 nœuds (62,97 km/h) lors de leurs essais en mer alors qu'ils étaient légèrement chargés. Ils avaient une autonomie de 1 910 milles nautiques (3 540 km) à une vitesse de 15 nœuds (27,7 km/h)
Leur batterie principale était composée de 3 canons 100/47 OTO Model 1937. La défense antiaérienne (AA) des navires de la classe Spica était assurée par 4 mitrailleuses jumelées Breda Model 1931 de 13,2 millimètres. Ils étaient équipés de 2 tubes lance-torpilles de 450 millimètres (21 pouces) dans deux supports jumelés au milieu du navire.  Les Spica étaient également équipés de  2 lanceurs de charges de profondeur et d'un équipement pour le transport et la pose de 20 mines.

## Construction et mise en service

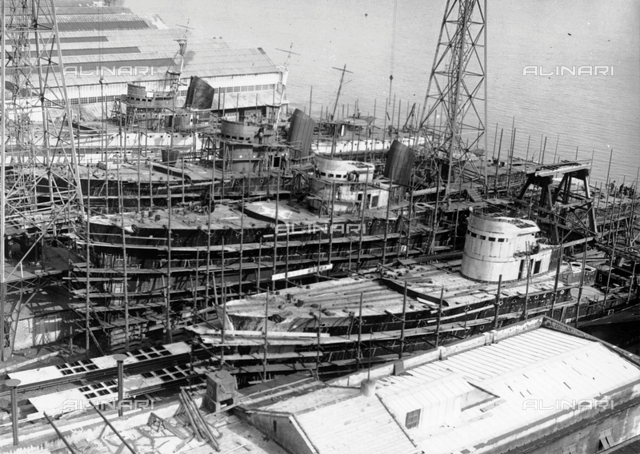
Le Antares et ses navires-jumeaux Altair, Andromeda et Aldebaran en construction en 1936

Le Antares est construit par le chantier naval Cantiere navale di Sestri Ponente à Sestri Ponente en Italie, et mis sur cale le 2 octobre 1935. Il est lancé le 19 juillet 1936 et est achevé et mis en service le 23 décembre 1936. Il est commissionné le même jour dans la Regia Marina.

## Histoire de service
Au moment de l'entrée de l'Italie dans la Seconde Guerre mondiale, le Antares fait partie du XIIe escadron de torpilleurs basé à Messine, qu'il forme avec ses navires-jumeaux (sister ship) Altair, Aldebaran et Andromeda. 
Il effectue plusieurs missions d'escorte sur les routes d'Albanie et de Libye et, au cours de cette activité, abat cinq avions ennemis.
Le 14 juin 1940, le Antares et les trois unités de section quittent Trapani et sont envoyés à La Spezia, à la suite du bombardement de certaines villes ligures par une escadre navale française (Opération Vado).
Le 8 août, le Antares et son navire-jumeau Sagittario escortent le mouilleur de mines auxiliaire Scilla, qui est engagé dans la pose de mines au large de Pantelleria.
Le 5 septembre, les quatre unités du XIIe escadron posent un champ de mines (56 mines) au large de la base de La Valette (Malte).
A 10h55 dans la matinée du 29 décembre 1940, le convoi (transports de troupes Sardegna, Piemonte et Italia]) que le Antares escortede Vlora à Brindisi est attaqué à 11 milles nautiques (20 km) à l'ouest de Saseno par le sous-marin grec RHS Proteus (Y 3), qui torpille le grand transport de troupes Sardinia. Tandis que le vapeur sinistré s'incline et plie sur son côté gauche, puis coule à la position géographique de 40° 31′ N, 19° 02′ E, le Antares passe immédiatement à la contre-attaque. Ayant repéré le sous-marin presque immédiatement grâce aux traînées de torpilles, le torpilleur italien largue onze grenades sous-marines sur sa position, l'obligeant à faire surface, puis, alors que le Proteus fait surface, le Antares l'éperonne et l'envoie par le fond avec tout son équipage (48 hommes), à une quarantaine de milles nautiques (74 km) à l'est de Brindisi,,,. Après avoir sauvé les survivants du Sardinia, le Antares retourne à Brindisi, devant réparer les dommages causés à la proue lors de l'éperonnage.
Entre le 31 octobre et le 1er novembre 1940, le Antares, le Andromeda, le Altair et le Aretusa sont censés soutenir les "Forces navales spéciales" dans les opérations de débarquement à Corfou, mais ce débarquement est annulé peu après le départ des navires de la base. Les troupes embarquées sur les péniches de débarquement (deux vieux croiseurs, autant de vieux destroyers, onze vieux torpilleurs, quatre croiseurs auxiliaires, trois navires de débarquement et quatre vedettes-torpilleurs MAS (Motoscafo Armato Silurante)) sont transportées par ces derniers à Vlora.

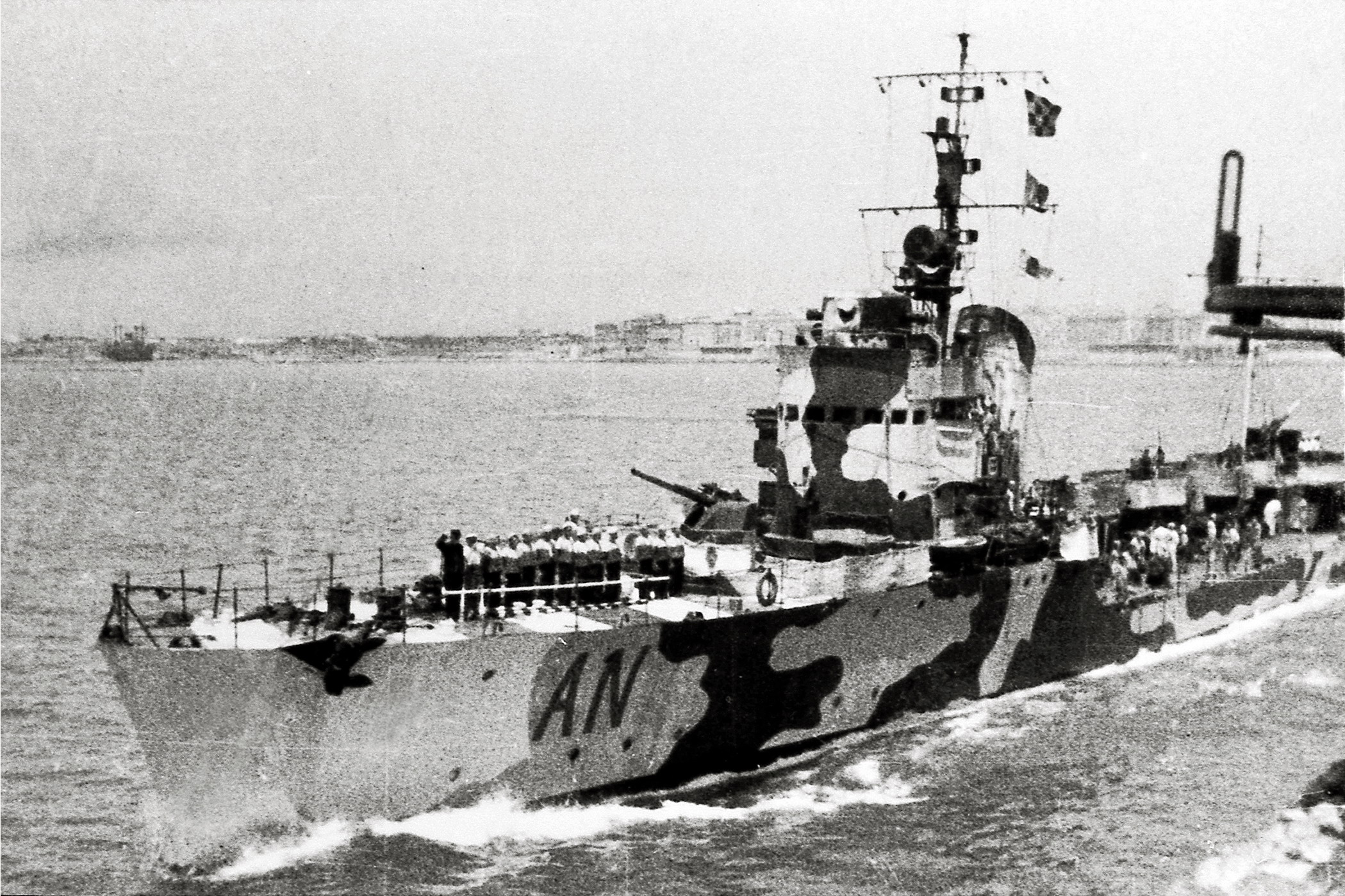
Le torpilleur Antares avec sa couleur de camouflage de 1942

Au cours de l'année 1941, les mitrailleuses inefficaces de 13,2 mm sont débarquées et remplacées par 6 à 10 canons plus efficaces de 20/65 mm,.
Le 17 août 1941, le Antares et le croiseur auxiliaire Attilio Deffenu escortent le navire à moteur Città di Savona de Vlora à Brindisi.
Le 28 août, le torpilleur escorte les navires à moteur Cilicia et Alfredo Oriani de Brindisi à Benghazi lorsque, à 13h50, le convoi est soumis à une attaque aérienne, dont il sort cependant indemne. À 18h40, au large du Péloponnèse, le Cilicia est touché par deux torpilles lancées par le sous-marin britannique HMS Rorqual (N74) et coule en 50 secondes, à la position géographique de 36° 00′ N, 21° 30′ E (sud/sud-ouest du Cap Gallo). Le Antares réagit en essayant d'éperonner le sous-marin presque en surface, mais ne peut qu'endommager son périscope,.
Le 7 septembre 1941, le Antares et le Deffenu escortent de Durrës à Bari un convoi composé des transports de troupes Città di Trapani, Italia et Quirinale.
Le 10 septembre, le torpilleur, toujours avec le Deffenu, escorte le Italia et le Quirinale de Bari à Durrës.
Le 12 octobre 1941, l'unité, toujours avec le Deffenu, escorte les transports de troupes Francesco Crispi, Piemonte et Viminale naviguant de Bari à Durrës. Trois jours plus tard, les cinq mêmes navires se déplacent de Durrës à Patras.
Le 3 janvier 1942 à 15 heures, le Antares, dans le cadre de l'opération " M 43 ", appareille de Tarente pour escorter vers Tripoli, avec les torpilleurs Aretusa, Orsa et Castore, le navire à moteur moderne Monviso et le grand pétrolier Giulio Giordani. Le convoi arrive à destination sans encombre le 5 janvier.
Le 23 juin de la même année, le Antares et le Aretusa prennent la relève du destroyer Turbine et du torpilleur Partenope pour escorter le navire à moteur Mario Roselli qui, endommagé par des torpilleurs alors qu'il fait route vers Benghazi, rentre à Tarente en remorquant le torpilleur Orsa et assisté des remorqueurs Gagliardo, Pluto, Fauna et Portoferraio.
Le 24 juillet à 9h30, le navire à moteur Vettor Pisani, que le Antares escorte de Tarente à Tobrouk avec les torpilleurs Orsa et Calliope, est attaqué à une dizaine de milles nautiques (18,5 km) du Cap Gherogambo par 9 bombardiers-torpilleurs Bristol Beaufort escortés par 5 chasseurs Bristol Beaufighter. Touché par une torpille, le navire, complètement en feu (il est chargé d'essence en fûts), s'échoue (à 17h45 le lendemain) près d'Argostoli, continuant à brûler pendant quelques jours,. 

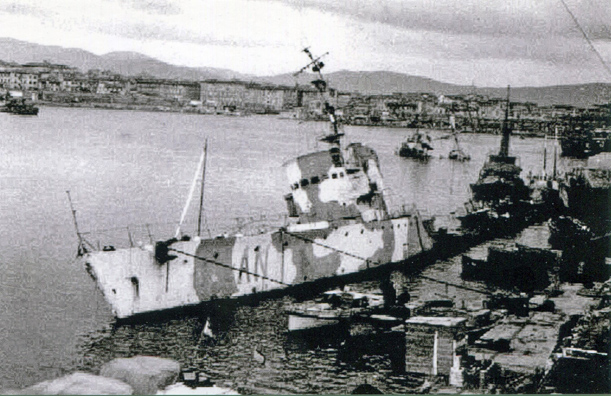
Le torpilleur Antares à moitié coulé dans le port de Livourne

Le 4 octobre 1942, à minuit, il appareille de Brindisi pour escorter - avec les destroyers Zeno et Folgore, rejoints ensuite par les destroyers Saetta et Camicia Nera (le Zeno et le Camicia Nera quittent toutefois le convoi aux premières heures du 6 octobre) - le navire à moteur Sestriere, à destination de Benghazi avec une importante cargaison (3 030 tonnes de carburant, 70 tonnes de munitions, 28 chars, 144 véhicules, 1 060 tonnes d'autres matériels). Malgré les attaques continues des bombardiers américains dans l'après-midi du 6 octobre (au cours desquelles l'escorte aérienne - 3 Messerschmitt Me 110 et 3 Junkers Ju 88 de la Luftwaffe - abat un quadrimoteur américain), les unités arrivent au port saines et sauves à 11 h 30 le 7 octobre.
Le 20 mars 1943, le convoi - les navires à moteursMarco Foscarini et Nicolò Tommaseo - que le Antares, avec d'autres unités, escorte vers la Tunisie, est fortement attaqué par 21 bombardiers Consolidated B-24 Liberator et 25 chasseurs Lockheed P-38 Lightning. Le torpilleur abat deux avions et l'escorte aérienne un troisième, déjouant l'attaque.
Le 28 mai 1943, le port et la ville de Livourne sont soumis à un bombardement aérien dévastateur par 92 bombardiers de la 12th USAAF. La ville est dévastée avec 249 victimes civiles, et dans le port de nombreuses unités marchandes et militaires sont coulées ou endommagées. Parmi eux également le 'Antares. Touché et dévasté par les bombes, le torpilleur est amené à l'échouage sur des eaux peu profondes pour éviter son naufrage, mais là il est abandonné et laissé, comme épave inutilisable, jusqu'à la fin de la guerre (initialement son sauvetage est prévu, mais les travaux n'ont pas encore commencé à la date de l'armistice du 8 septembr 1943 (Armistice de Cassibile).
La carcasse du Antares est récupérée en 1946 et envoyée à la démolition.

## Sources
- (it) Cet article est partiellement ou en totalité issu de l’article de Wikipédia en italien intitulé « Antares (torpediniera) » (voir la liste des auteurs).